# Alexander Davis (Schauspieler)
Alexander Davis (* 2006 oder 2007 in Russland) ist ein kanadischer Kinderdarsteller und Theaterschauspieler. Er übernahm in Fernsehserien und Kurzfilmen Gastrollen. Im Jahr 2015 erhielt er einen Young Artist Award in der Kategorie „Best Performance in Live Theater“ für seine Rolle als Randy Parker in A Christmas Story im Neptune Theatre in Halifax und einen Joey Award in Kanada. Bereits im Vorjahr war er für den Preis nominiert, damals in der Kategorie „Best Performance in a Short Film“ für Senior Drivers. Bei den Young Entertainer Awards hat Alexander Davis den Gewinnern ihren Award übergeben. Er selbst war auch zweimal nominiert, konnte aber den Preis nicht mit nach Hause nehmen.  Er ist der jüngere Bruder des Schauspielers Richard Davis, über den er zur Schauspielerei kam.

## Filmografie
- 2013: Volition (Kurzfilm)
- 2013: Senior Drivers (Kurzfilm)
- 2014: Neighbour (Kurzfilm)
- 2014: A Long Way From Home (Kurzfilm)
- 2015: Murdoch Mysteries (Fernsehserie, 1 Folge)
- 2015: Super Why (Fernsehserie, Synchronsprecher)
- Niko (Horrorfilm)

## Bühne
- Randy Parker in A Christmas Story im Neptune Theatre in Halifax